# Дискографія Momoland
Дискографія південнокорейського жіночого гурту Momoland складається з одного студійного альбому, одного збірного альбому, шести мініальбомів, трьох сингл-альбомів, одинадцяти синглів, чотирьох рекламних синглів і двадцяти семи музичних відео.
Створений MLD Entertainment у 2016 році через реаліті-шоу Finding Momoland, гурт Momoland дебютував у листопаді 2016 року з випуском свого першого мініальбому Welcome to Momoland та його синглу «Jjan! Koong! Kwang!». У 2017 році вийшли перший сингл-альбом гурту Wonderful Love і другий мініальбом Freeze!. У січні 2018 року гурт випустив свій третій мініальбом Great!, із синглом «Bboom Bboom». Сингл став одним із найбільш продаваних синглів у цифровому чарті Gaon у 2018 році. Пізніше в червні 2018 року було випущено четвертий мініальбом гурту Fun to the World, а «Baam» став другим хітом у топ-13 у Gaon Digital Chart. У 2019 році Momoland випустили п'ятий мініальбом Show Me у березні і другий сингл-альбом Thumbs Up у грудні. У червні 2020 року вийшов їхній шостий мініальбом Starry Night, а в листопаді — третій сингл-альбом Ready or Not.
Дебют Momoland у Японії відбувся в лютому 2018 року зі збірним альбомом Momoland The Best ~Korean Ver. ~ . Їхній дебютний японський студійний альбом Chiri Chiri вийшов у вересні 2019 року з головним синглом «Pinky Love».

## Альбоми

### Студійні альбоми
| Назва       | Деталі альбому                                                           | Пікові позиції у чартах | Пікові позиції у чартах | Продажі         |
| Назва       | Деталі альбому                                                           | JPN                     | JPN                     | Продажі         |
| Назва       | Деталі альбому                                                           | Oricon                  | Hot                     | Продажі         |
| ----------- | ------------------------------------------------------------------------ | ----------------------- | ----------------------- | --------------- |
| Chiri Chiri | - Реліз: 4 вересня 2019 - Лейбл: King - Формат: CD, цифрове завантаження | 30                      | 49                      | - Японія: 1,669 |

### Збірки
| Назва                           | Деталі альбому                                                                     | Пікові позиції у чартах | Продажі         |
| Назва                           | Деталі альбому                                                                     | JPN                     | Продажі         |
| ------------------------------- | ---------------------------------------------------------------------------------- | ----------------------- | --------------- |
| Momoland The Best ~Korean Ver.~ | - Реліз: 28 лютого 2018 - Лейбл: Akatsuki, King - Формат: CD, цифрове завантаження | 26                      | - Японія: 3,568 |

### Сингл-альбоми
| Назва          | Деталі альбому                                                                           | Пікові позиції у чартах | Продажі                 |
| Назва          | Деталі альбому                                                                           | KOR                     | Продажі                 |
| -------------- | ---------------------------------------------------------------------------------------- | ----------------------- | ----------------------- |
| Wonderful Love | - Реліз: 26 квітня 2017 - Лейбл: Duble Kick Company - Формат: Kihno, digital download    | —                       | Н/Д                     |
| Thumbs Up      | - Реліз: 30 грудня 2019 - Лейбл: MLD Entertainment - Формат: CD, цифрове завантаження    | 4                       | - Південна Корея: 5,688 |
| Ready or Not   | - Реліз: 17 листопада 2020 - Лейбл: MLD Entertainment - Формат: CD, цифрове завантаження | 25                      | - Південна Корея: 3,524 |

## Мініальбоми
| Назва               | Деталі альбому                                                                           | Пікові позиції у чартах | Продажі                  |
| Назва               | Деталі альбому                                                                           | KOR                     | Продажі                  |
| ------------------- | ---------------------------------------------------------------------------------------- | ----------------------- | ------------------------ |
| Welcome to Momoland | - Реліз: 10 листопада 2016 - Лейбл: Dublekick Company - Формат: CD, цифрове завантаження | 28                      | - Південна Корея: 1,915  |
| Freeze!             | - Реліз: 22 серпня 2017 - Лейбл: Dublekick Company - Format: CD, digital download        | 17                      | - Південна Корея: 3,664  |
| Great!              | - Реліз: 3 січня 2018 - Лейбл: Dublekick Company - Формат: CD, цифрове завантаження      | 3                       | - Південна Корея: 23,254 |
| Fun to the World    | - Реліз: 26 червня 2018 - Лейбл: MLD Entertainment - Формат: CD, цифрове завантаження    | 6                       | - Південна Корея: 14,498 |
| Show Me             | - Реліз: 20 березня 2019 - Лейбл: MLD Entertainment - Формат: CD, цифрове завантаження   | 7                       | - Південна Корея: 9,173  |
| Starry Night        | - Реліз: 11 червня 2020 - Лейбл: MLD Entertainment - Формат: CD, цифрове завантаження    | 21                      | - Південна Корея: 4,817  |

## Сингли
| Назва                                                                            | Рік       | Пікові позиції у чартах | Пікові позиції у чартах | Пікові позиції у чартах | Пікові позиції у чартах | Пікові позиції у чартах | Продажі                     | Сертифікації     | Альбм                 |
| Назва                                                                            | Рік       | KOR                     | KOR                     | JPN                     | JPN                     | US World                | Продажі                     | Сертифікації     | Альбм                 |
| Назва                                                                            | Рік       | Circle                  | Hot                     | Oricon                  | Hot                     | US World                | Продажі                     | Сертифікації     | Альбм                 |
| Корейські                                                                        | Корейські | Корейські               | Корейські               | Корейські               | Корейські               | Корейські               | Корейські                   | Корейські        | Корейські             |
| -------------------------------------------------------------------------------- | --------- | ----------------------- | ----------------------- | ----------------------- | ----------------------- | ----------------------- | --------------------------- | ---------------- | --------------------- |
| «Jjan! Koong! Kwang!» (кор. 짠쿵쾅)                                              | 2016      | —                       | Н/Д                     | —                       | —                       | —                       | Н/Д                         | Н/Д              | Welcome to Momoland   |
| «Wonderful Love» (кор. 어마어마해)                                               | 2017      | —                       | Н/Д                     | —                       | —                       | —                       | Н/Д                         | Н/Д              | Wonderful Love        |
| «Freeze» (кор. 꼼짝마)                                                           | 2017      | —                       | —                       | —                       | —                       | —                       | Н/Д                         | Н/Д              | Freeze!               |
| «Bboom Bboom» (кор. 뿜뿜)                                                        | 2018      | 2                       | 2                       | —                       | —                       | 4                       | - Південна Корея: 2,500,000 | - KMCA: Platinum | Great!                |
| «Baam»                                                                           | 2018      | 13                      | 9                       | —                       | —                       | 5                       | Н/Д                         | Н/Д              | Fun to the World      |
| «I'm So Hot»                                                                     | 2019      | 81                      | 36                      | —                       | —                       | 13                      | Н/Д                         | Н/Д              | Show Me               |
| «Thumbs Up»                                                                      | 2019      | 137                     | 83                      | —                       | —                       | 13                      | Н/Д                         | Н/Д              | Thumbs Up             |
| «Starry Night»                                                                   | 2020      | —                       | —                       | —                       | —                       | —                       | Н/Д                         | Н/Д              | Starry Night          |
| «Ready or Not»                                                                   | 2020      | —                       | —                       | —                       | —                       | —                       | Н/Д                         | Н/Д              | Ready or Not          |
| Японські                                                                         |           |                         |                         |                         |                         |                         |                             |                  |                       |
| «Bboom Bboom»                                                                    | 2018      | —                       | —                       | 4                       | 9                       | —                       | - Японія: 24,157 (Phy.)     | Н/Д              | Chiri Chiri           |
| «Baam»                                                                           | 2018      | —                       | —                       | 8                       | 12                      | —                       | - Японія: 13,513 (Phy.)     | Н/Д              | Chiri Chiri           |
| «I'm So Hot»                                                                     | 2019      | —                       | —                       | 8                       | 51                      | —                       | - Японія: 10,312 (Phy.)     | Н/Д              | Chiri Chiri           |
| «Pinky Love»                                                                     | 2019      | —                       | —                       | —                       | —                       | —                       | Н/Д                         | Н/Д              | Chiri Chiri           |
| Англійські                                                                       |           |                         |                         |                         |                         |                         |                             |                  |                       |
| «Yummy Yummy Love» (з Натті Наташа)                                              | 2022      | —                       | —                       | —                       | —                       | —                       | Н/Д                         | Н/Д              | Не увійшов до альбому |
| «—» релізи, що не потрапили у чарти або не були випущені у відповідних регіонах. |           |                         |                         |                         |                         |                         |                             |                  |                       |

1. ↑  Продажі пораховані на згідно кількості цифрових завантажень треку, окрім зазначених випадків.

### Промо сингли
| Назва                                                                            | Рік  | Пікові позиції у чартах | Пікові позиції у чартах | Альбом                |
| Назва                                                                            | Рік  | KOR                     | KOR                     | Альбом                |
| Назва                                                                            | Рік  | Circle                  | Hot                     | Альбом                |
| -------------------------------------------------------------------------------- | ---- | ----------------------- | ----------------------- | --------------------- |
| «Banana Chacha» (바나나차차)                                                     | 2019 | —                       | 87                      | Не увійшов до альбому |
| «Love is Only You» кор. (사랑은 너 하나) (with Erik)                             | 2019 | —                       | —                       | Не увійшов до альбому |
| «Tiki Taka» кор. (티키타카)                                                      | 2020 | —                       | —                       | Не увійшов до альбому |
| «Wrap Me in Plastic» (with Chromance)                                            | 2021 | —                       | —                       | Не увійшов до альбому |
| «—» релізи, що не потрапили у чарти або не були випущені у відповідних регіонах. |      |                         |                         |                       |

## Саундтреки
| Назва                         | Рік  | Альбом                        |
| ----------------------------- | ---- | ----------------------------- |
| «Hug Me» (кор. 안아줘)        | 2018 | Tempted OST Part.1            |
| «Dream Song» (кор. 꿈의 노래) | 2021 | The All-Round Wife OST Part.2 |

## Участь у збірках
| Назва                  | Рік  | Альбом                                                            |
| ---------------------- | ---- | ----------------------------------------------------------------- |
| «Balloons» (кор. 풍선) | 2018 | Immortal Songs: Singing the Legend (Legendary Songs in Textbooks) |
| «Can Can» (кор. 캉캉)  | 2019 | Two Yoo Project Sugar Man 3 Episode 4                             |

## Відеографія
| Назва                                     | Рік  |
| ----------------------------------------- | ---- |
| «Jjan! Koong! Kwang!»                     | 2016 |
| «Jjan! Koong! Kwang!» (Dance version)     | 2016 |
| «Wonderful Love»                          | 2017 |
| «Freeze»                                  | 2017 |
| «Freeze» (Dance version)                  | 2017 |
| «Bboom Bboom»                             | 2018 |
| «Bboom Bboom» (Japanese version)          | 2018 |
| «Bboom Bboom» (Japanese dance version)    | 2018 |
| «Baam»                                    | 2018 |
| «Baam» (Japanese version)                 | 2018 |
| «Baam» (Japanese dance version)           | 2018 |
| «Baam» (Special version)                  | 2018 |
| «I'm So Hot»                              | 2019 |
| «I'm So Hot» (Japanese version)           | 2019 |
| «Banana Chacha»                           | 2019 |
| «Banana Chacha» (MomolandxPororo version) | 2019 |
| «Love is Only You»                        | 2019 |
| «Pinky Love»                              | 2019 |
| «Thumbs Up»                               | 2019 |
| «Thumbs Up» (Performance version)         | 2020 |
| «Tiki Taka»                               | 2020 |
| «Starry Night»                            | 2020 |
| «Ready or Not»                            | 2020 |
| «Ready or Not» (Performance version)      | 2020 |
| «Merry Go Round»                          | 2020 |
| «Wrap Me in Plastic»                      | 2021 |
| «Wrap Me in Plastic» (Dance version)      | 2021 |
| «Yummy Yummy Love»                        | 2022 |

## Нотатки
1. ↑  30 травня 2018 Dublekick Company змінили свою назву на MLD Entertainment.
2. ↑  «Bboom Bboom» was certified platinum for 100 million streaming in August 2018 and for 2.5 million downloads in July 2019[26][25].
3. ↑  «Starry Night» did not enter the Gaon Digital Chart, it appeared at number 160 on the component Download chart.[27]
4. ↑  «Ready or Not» did not enter the Gaon Digital Chart, it appeared at number 81 on the component Download chart.[28]
5. ↑  «Bboom Bboom» (Japanese version) was released on June 13, 2018 as Momoland's first Japanese single.
6. ↑  «Baam» (Japanese version) was released on November 7, 2018 as Momoland's second Japanese single.
7. ↑  «I'm So Hot (Japanese version)» was released on May 8, 2019 as Momoland's third Japanese single.
8. ↑  «Yummy Yummy Love» did not enter the Gaon Digital Chart, it appeared at number 47 on the component Download chart.[32]
9. ↑  «Banana Chacha» is a Momoland's collaboration digital single. It was released on April 3, 2019 as a character song for the Korean animated series Pororo the Little Penguin.
10. ↑  «Tiki Taka» is a Momoland's collaboration digital single. It was released on May 28, 2020 as a character song for the Korean animated series Pororo the Little Penguin.
11. ↑  «Wrap Me in Plastic» did not enter the Gaon Digital Chart. It debuted and peaked at number 79 on the Gaon Download Chart[34]